# Bộ phận bán lẻ đặt hàng trước
Bộ phận bán lẻ đặt hàng trước đề cập đến một phương thức giao hàng cho hàng hóa đã mua trong đó khách hàng nhận hàng tại địa điểm kinh doanh của người bán, chủ yếu trong thương mại Bắc Mỹ. Nó cũng có thể đề cập đến bộ phận trong một doanh nghiệp nơi hàng hóa được dàn dựng để khách hàng nhận.
Một dịch vụ tương đương cho hàng hóa được thanh toán theo đợt sau đó được lấy một lần đã được thanh toán đầy đủ, điều này phổ biến trước khi thẻ tín dụng có sẵn, được gọi là layaway và vẫn được sử dụng trong số những người không có quyền truy cập vào thẻ tín dụng.
Từ "gọi" là một dạng rút gọn của "gọi cho", có nghĩa là "đến và nhận", vì vậy "sẽ gọi" nghĩa đen "(khách hàng) sẽ gọi (đến và nhận) hàng hóa."  Trong một quá trình ngôn ngữ tương tự như danh nghĩa bắt nguồn từ trọng âm ban đầu, âm tiết đầu tiên của cụm danh từ thường được nhấn trọng âm (gọi SILL) thay vì âm tiết thứ hai trong cụm động từ (sẽ GỌI).

## Bắc Mỹ
Tính đến  năm 2014, Will Call vẫn được sử dụng rộng rãi để bán vé tại một phòng vé nơi khách hàng của các địa điểm giải trí đến để lấy vé mua trước cho một sự kiện, chẳng hạn như kịch, sự kiện thể thao, bảo tàng hoặc buổi hòa nhạc, ngay trước sự kiện hoặc trước. Tại các địa điểm lớn như sân vận động hoặc công viên giải trí, cửa sổ đón khách "Sẽ gọi" có thể được chỉ định cụ thể cho mục đích này.

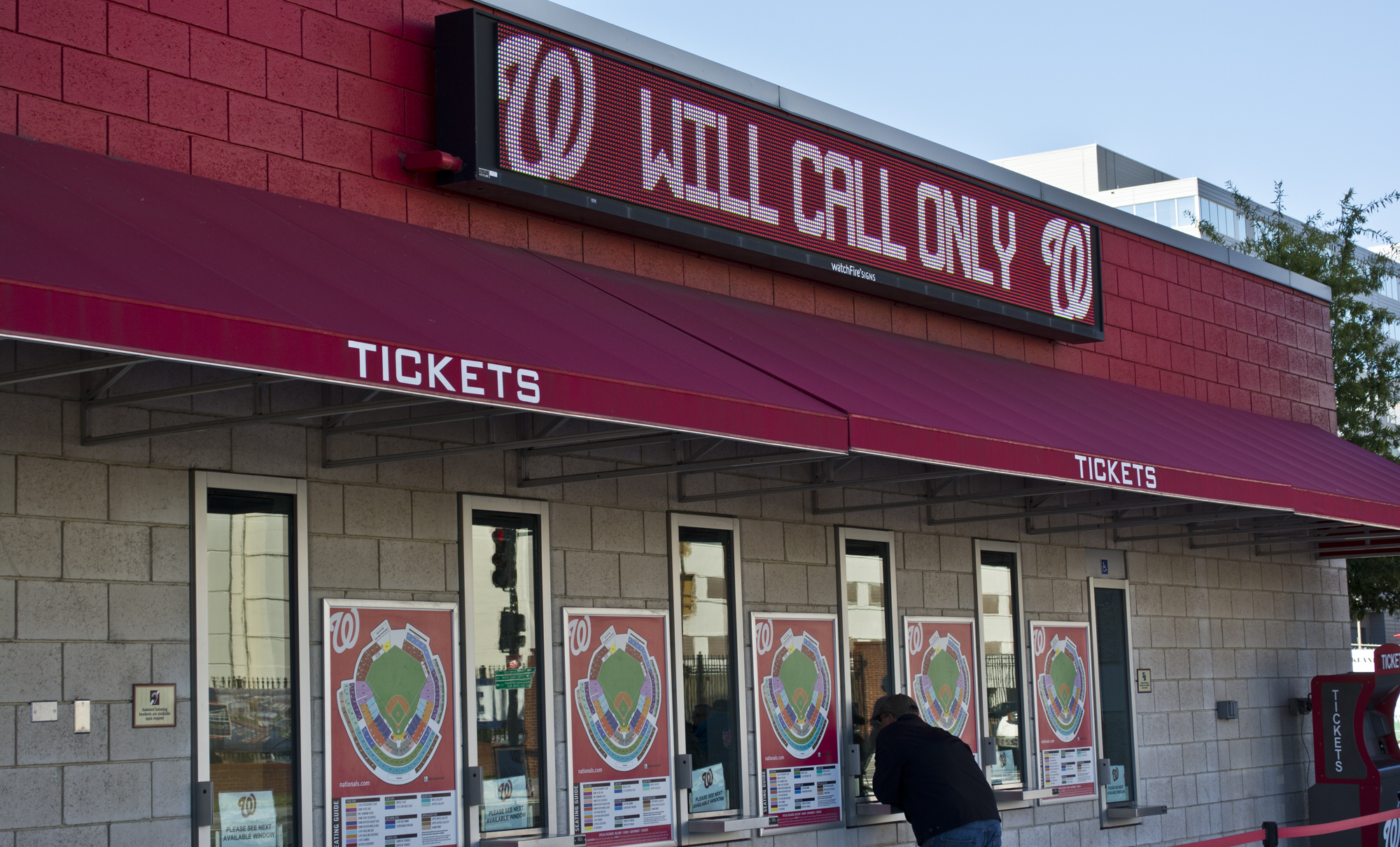
A sẽ gọi đường dây vé trong Công viên Quốc gia

Trong ngành thương mại bán buôn và bán lẻ, một bản ghi nhớ sẽ được trao cho các tài xế giao hàng bán buôn như một hướng dẫn để lấy đồ tại địa chỉ ghi trong bản ghi nhớ..

## Nước Anh
Thuật ngữ tương đương ở Vương quốc Anh để mua vé là COBO, từ viết tắt của Care Of Box Office. Đôi khi thuật ngữ này chỉ được sử dụng nội bộ trong phòng vé / phòng vé, với một số địa điểm / người bán nhất định sử dụng thuật ngữ "Bộ sưu tập" ít gây nhầm lẫn cho công chúng. Thông thường ở Anh, thuật ngữ được sử dụng là "tại cửa"; chẳng hạn như "vé có thể được thu thập tại cửa". Một thuật ngữ tương tự 'thu thập người mua' thường được sử dụng trên các trang web đấu giá trực tuyến, để ngụ ý rằng khách hàng phải thu thập hàng hóa từ nhà cung cấp sau khi bán, thường ngụ ý rằng họ sẽ không đăng.